# Peyrelevade (Corrèze)
Pour les articles homonymes, voir Peyrelevade.
Peyrelevade est une commune française située dans le département de la Corrèze en région Nouvelle-Aquitaine.

## Géographie

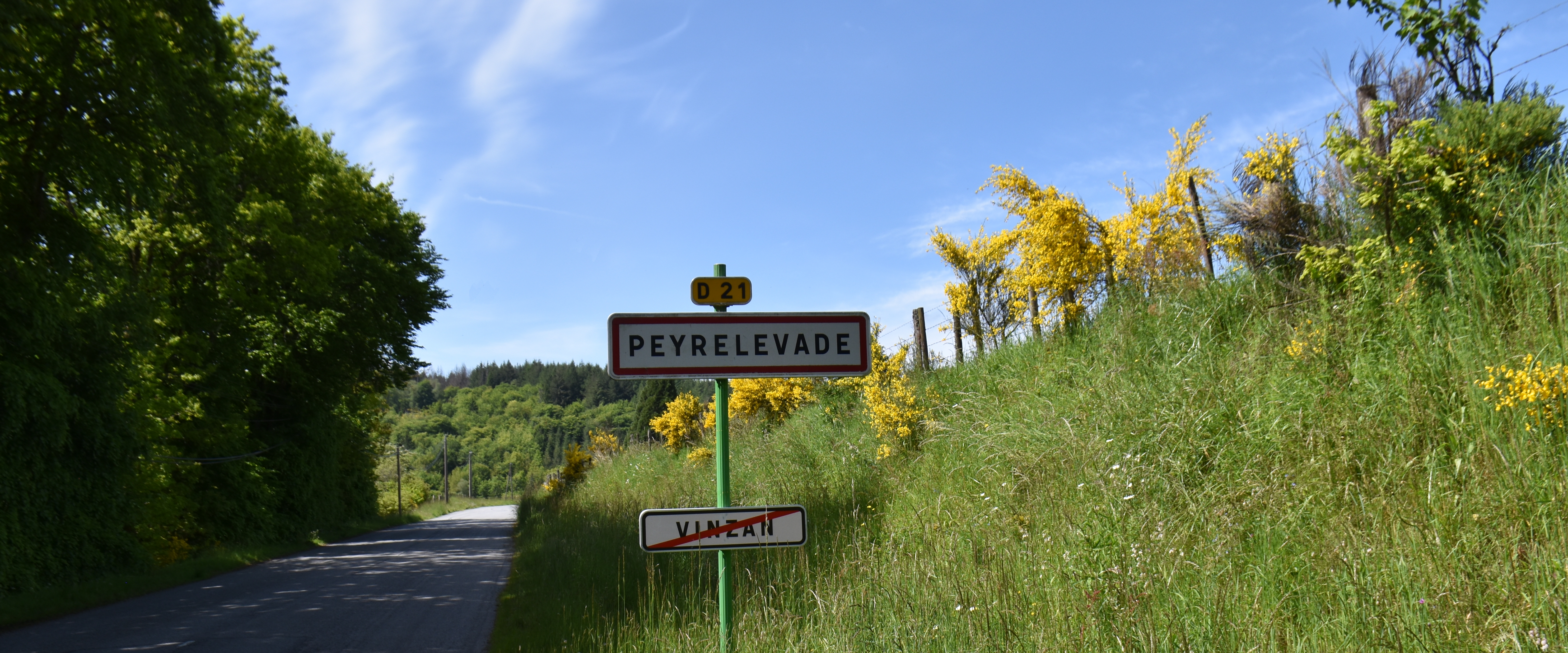
Une entrée du bourg.

### Localisation
Les communes limitrophes sont Millevaches, Faux-la-Montagne, Féniers, Saint-Merd-les-Oussines, Gentioux-Pigerolles, Saint-Setiers et Tarnac.
Commune du Massif central située sur le plateau de Millevaches dans le parc naturel régional de Millevaches en Limousin.

### Climat
Pour des articles plus généraux, voir Climat de la Nouvelle-Aquitaine et Climat de la Corrèze.

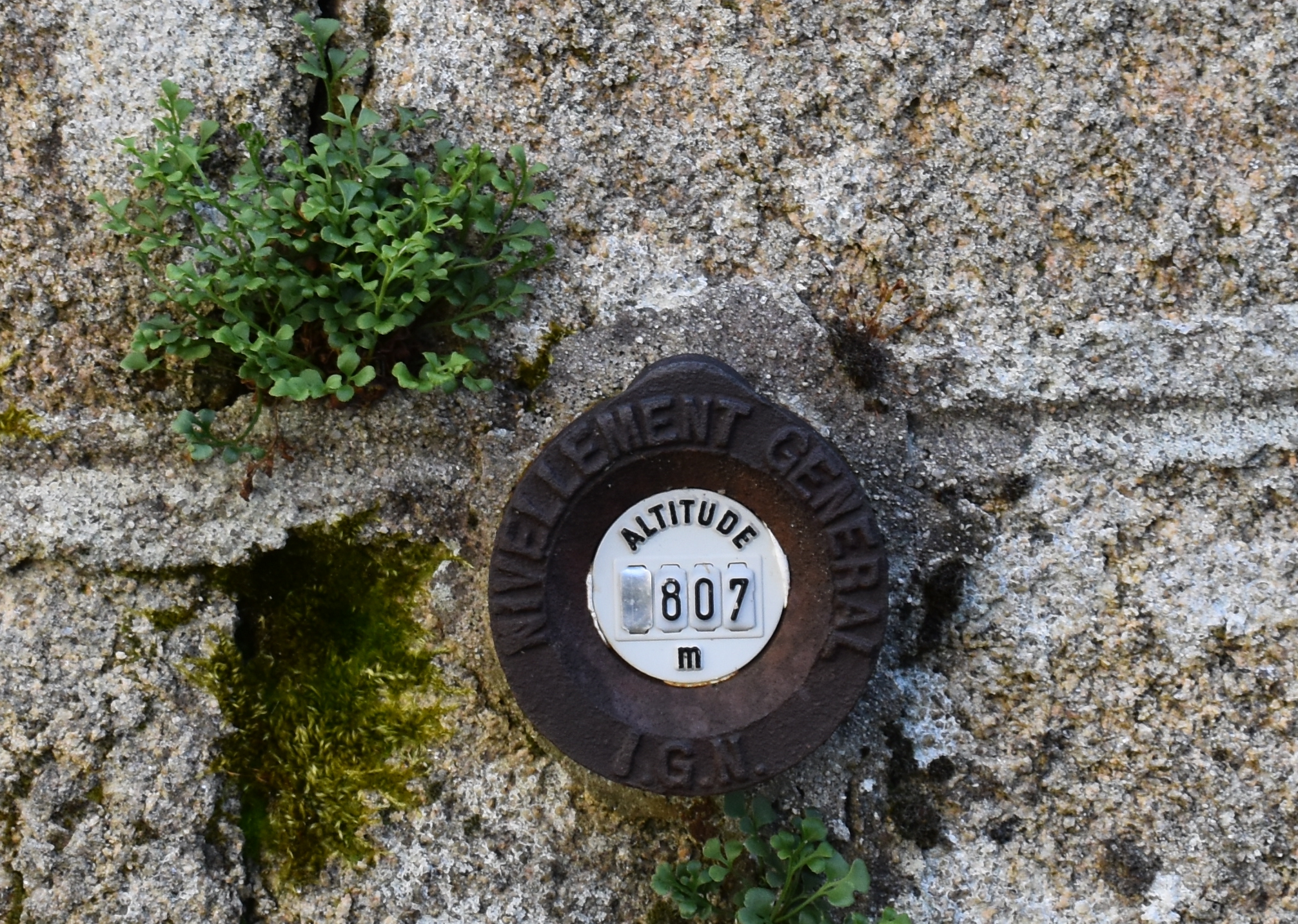
Borne de nivellement sur le mur de l'église : altutude 807 m.

Historiquement, la commune est exposée à un climat montagnard.  
En 2020, Météo-France publie une typologie des climats de la France métropolitaine dans laquelle la commune est exposée à un climat de montagne et est dans la région climatique  Ouest et nord-ouest du Massif Central, caractérisée par une pluviométrie annuelle de 900 à 1 500 mm, maximale en automne et en hiver.
Pour la période 1971-2000, la température annuelle moyenne est de 8,5 °C, avec  une amplitude thermique annuelle de 14,3 °C. Le cumul annuel moyen de précipitations est de 1 328 mm, avec 14,9 jours de précipitations en janvier et 8,7 jours en juillet. Pour la période 1991-2020, la température moyenne annuelle observée sur la station météorologique installée sur la commune est de 9,2 °C et le cumul annuel moyen de précipitations est de 1 338,6 mm,. Pour l'avenir, les paramètres climatiques de la commune estimés pour 2050 selon différents scénarios d’émission de gaz à effet de serre sont consultables sur un site dédié publié par Météo-France en novembre 2022.
| Mois                                  | jan.             | fév.           | mars             | avril           | mai             | juin            | jui.            | août          | sep.            | oct.          | nov.             | déc.            | année      |
| ------------------------------------- | ---------------- | -------------- | ---------------- | --------------- | --------------- | --------------- | --------------- | ------------- | --------------- | ------------- | ---------------- | --------------- | ---------- |
| Température minimale moyenne (°C)     | −0,9             | −1,3           | 1                | 2,9             | 6,5             | 9,8             | 11,3            | 11,4          | 8,4             | 6,2           | 2,1              | 0               | 4,8        |
| Température moyenne (°C)              | 2,2              | 2,4            | 5,4              | 7,7             | 11,5            | 14,9            | 16,8            | 16,9          | 13,4            | 10,3          | 5,5              | 3,1             | 9,2        |
| Température maximale moyenne (°C)     | 5,4              | 6,1            | 9,8              | 12,6            | 16,4            | 20,1            | 22,2            | 22,4          | 18,5            | 14,3          | 8,8              | 6,2             | 13,6       |
| Record de froid (°C) date du record   | −28,5 09.01.1985 | −19 10.02.1986 | −18,1 06.03.1971 | −8,1 12.04.1978 | −5,6 08.05.1982 | −3,5 02.06.1975 | −0,5 04.07.1970 | −1 22.08.1982 | −3,9 22.09.1977 | −7,1 25.10.03 | −13,7 22.11.1998 | −18 11.12.1969  | −28,5 1985 |
| Record de chaleur (°C) date du record | 18,2 01.01.22    | 22,9 27.02.19  | 23,1 14.03.12    | 26,1 09.04.11   | 29 22.05.22     | 35,4 29.06.19   | 35,8 23.07.19   | 36 12.08.03   | 32,7 04.09.23   | 30 08.10.23   | 24 02.11.1981    | 19,2 03.12.1979 | 36 2003    |
| Précipitations (mm)                   | 122,9            | 103,1          | 103,2            | 124             | 115,6           | 98,4            | 92              | 89,1          | 103,1           | 107,6         | 140,7            | 138,9           | 1 338,6    |

## Urbanisme

### Typologie
Au 1er janvier 2024, Peyrelevade est catégorisée commune rurale à habitat dispersé, selon la nouvelle grille communale de densité à 7 niveaux définie par l'Insee en 2022.
Elle est située hors unité urbaine et hors attraction des villes,.

### Occupation des sols
L'occupation des sols de la commune, telle qu'elle ressort de la base de données européenne d’occupation biophysique des sols Corine Land Cover (CLC), est marquée par l'importance des forêts et milieux semi-naturels (55,8 % en 2018), en diminution par rapport à 1990 (59,2 %). La répartition détaillée en 2018 est la suivante : 
forêts (37 %), prairies (26,2 %), milieux à végétation arbustive et/ou herbacée (18,8 %), zones agricoles hétérogènes (11,1 %), terres arables (2,3 %), zones humides intérieures (2,1 %), zones urbanisées (1,5 %), eaux continentales (1 %).
L'évolution de l’occupation des sols de la commune et de ses infrastructures peut être observée sur les différentes représentations cartographiques du territoire : la carte de Cassini (XVIIIe siècle), la carte d'état-major (1820-1866) et les cartes ou photos aériennes de l'IGN pour la période actuelle (1950 à aujourd'hui).

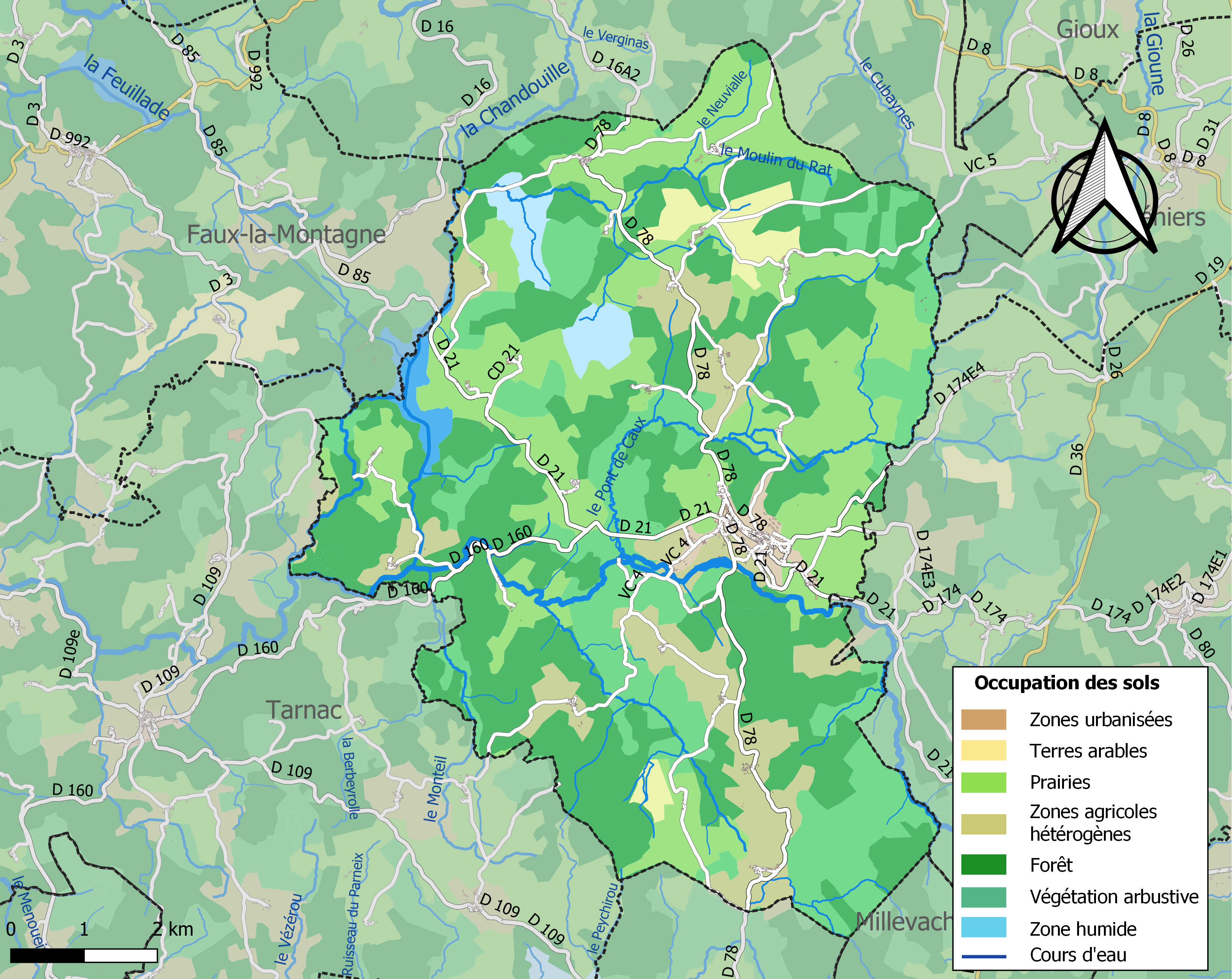
Carte des infrastructures et de l'occupation des sols de la commune en 2018 (CLC).

#### Tourbière de Rebière-Nègre
Au sud-ouest du village, sur les bords de la Vienne, se trouve la tourbière de Rebière-Nègre. En 1974, une chaussée fut construit formant un barrage et créant ainsi le plan d'eau communal de près de 10 ha. Ce barrage n'était pas réglementaire puisqu'il bloquait le transit des sédiments et des poissons; il fut effacé vers l'an 2020, entrainant la reconversion du lac en tourbière.

### Risques majeurs
Le territoire de la commune de Peyrelevade est vulnérable à différents aléas naturels : météorologiques (tempête, orage, neige, grand froid, canicule ou sécheresse), feux de forêts et séisme (sismicité très faible). Il est également exposé à deux risques particuliers : le risque minier et le risque de radon. Un site publié par le BRGM permet d'évaluer simplement et rapidement les risques d'un bien localisé soit par son adresse soit par le numéro de sa parcelle.

#### Risques naturels

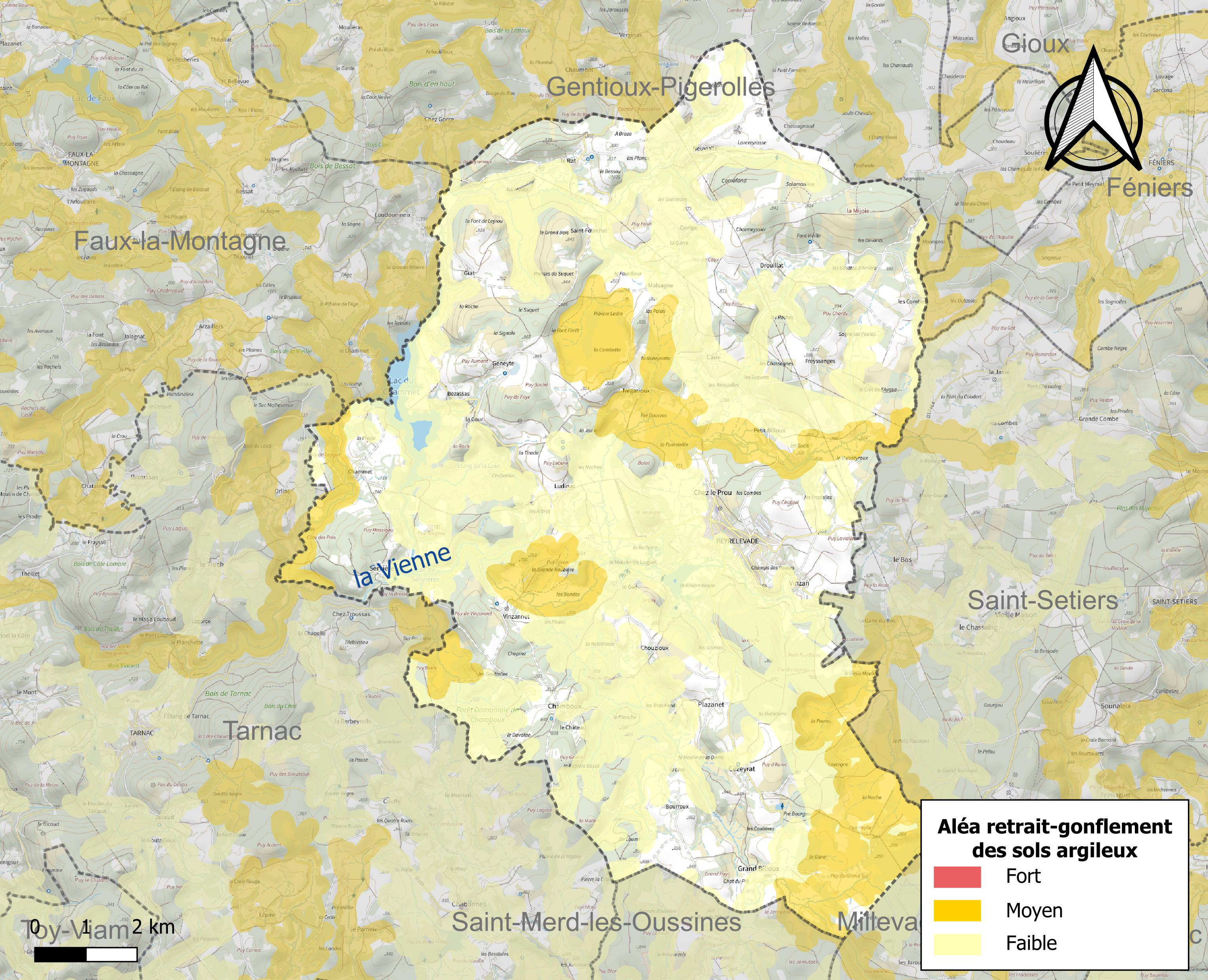
Carte des zones d'aléa retrait-gonflement des sols argileux de Peyrelevade.

Le retrait-gonflement des sols argileux est susceptible d'engendrer des dommages importants aux bâtiments en cas d’alternance de périodes de sécheresse et de pluie. 15,2 % de la superficie communale est en aléa moyen ou fort (26,8 % au niveau départemental et 48,5 % au niveau national). Sur les 520 bâtiments dénombrés sur la commune en 2019, dix sont en aléa moyen ou fort, soit 2 %, à comparer aux 36 % au niveau départemental et 54 % au niveau national. Une cartographie de l'exposition du territoire national au retrait gonflement des sols argileux est disponible sur le site du BRGM,.
Concernant les feux de forêt, aucun plan de prévention des risques incendie de forêt (PPRIF) n’a été établi en Corrèze, néanmoins le code de l’urbanisme impose la prise en compte des risques dans les documents d’urbanisme. Le périmètre des servitudes d'utilité publique et des zones d'obligation légale de débroussaillement pour les particuliers est quant à lui défini pour la commune dans une carte dédiée. 

#### Risques particuliers
La commune est  concernée par le risque minier, principalement lié à l’évolution des cavités souterraines laissées à l’abandon et sans entretien après l’exploitation de mines. 
Dans plusieurs parties du territoire national, le radon, accumulé dans certains logements ou autres locaux, peut constituer une source significative d’exposition de la population aux rayonnements ionisants. Certaines communes du département sont concernées par le risque radon à un niveau plus ou moins élevé. Selon la classification de 2018, la commune de Peyrelevade est classée en zone 3, à savoir zone à potentiel radon significatif. 

## Toponymie
Le nom de la commune est la francisation de l'expression de langue auvergnate Peira Levada (prononcé peïra lévade) qui désigne une « pierre levée ».

## Histoire
Avant la Révolution française, Peyrelevade faisait partie de la province du Bas Limousin à la frontière avec la province de La Marche. Sur le plan ecclésiastique, la paroisse appartenait au diocèse de Limoges.

### Les Hospitaliers
Comps, appelée également « La Grande-Paroisse », était une ancienne commanderie attestée depuis 1308 qui fut rattachée à la commanderie de Féniers au sein du grand prieuré d'Auvergne.

### XIXe–XXesiècles
Par une loi promulguée le 20 mars 1831, les villages de Comps et de La Ganne sont réunis à la commune de Peyrelevade.

Vues anciennes (cartes postales)
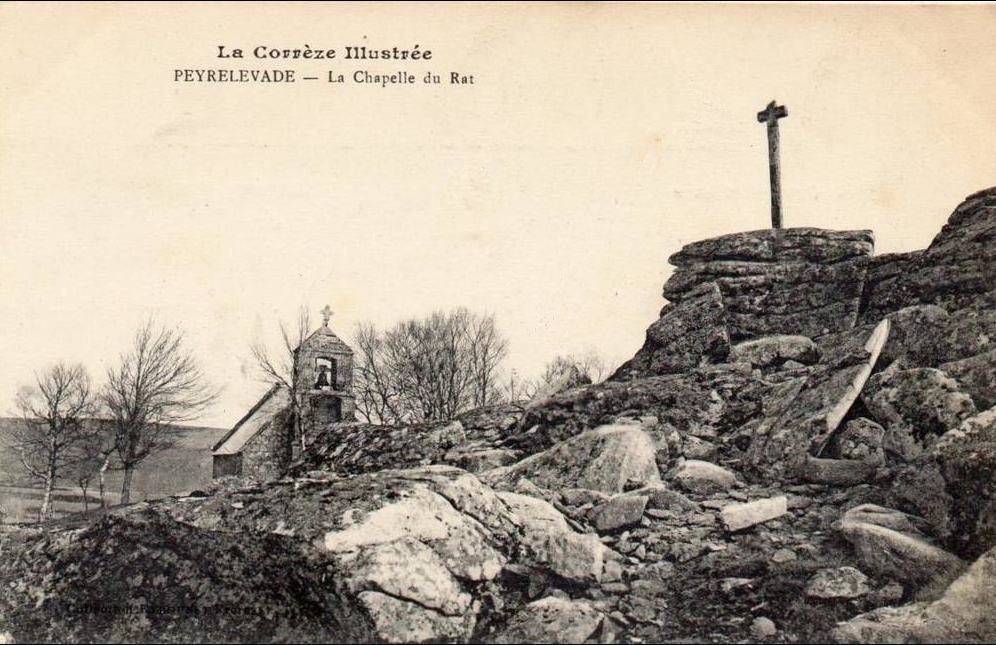
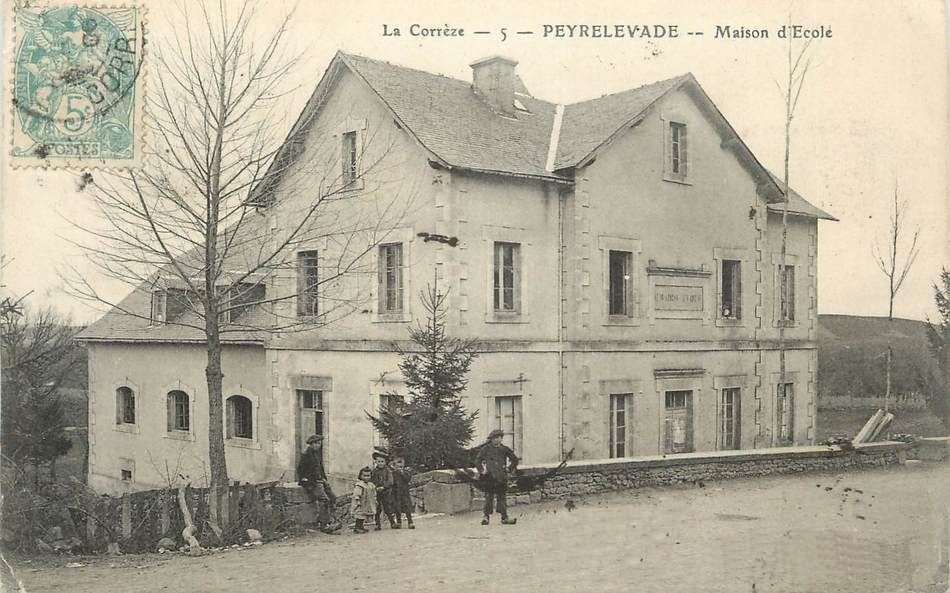
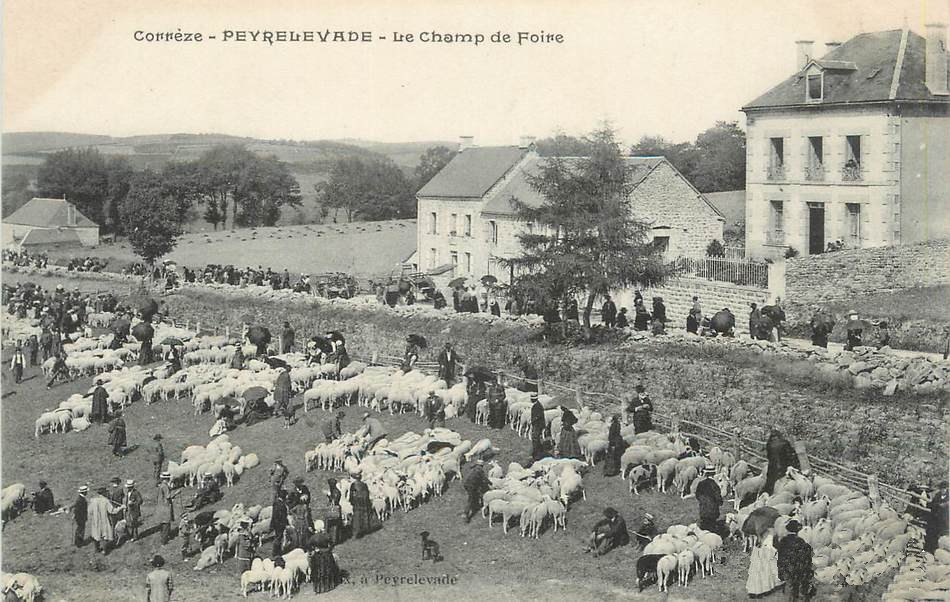
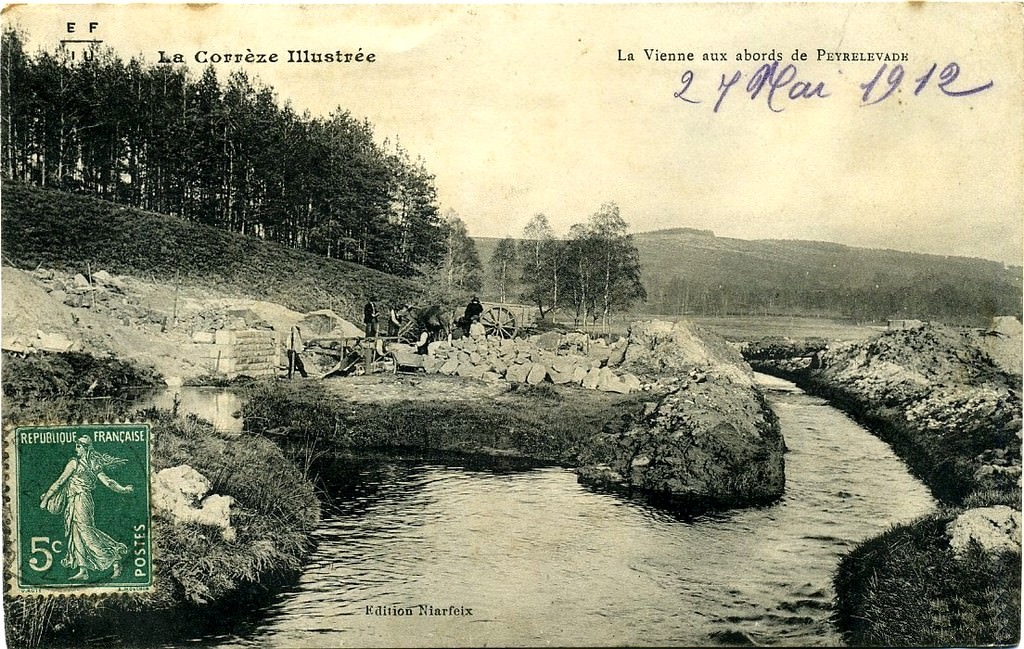
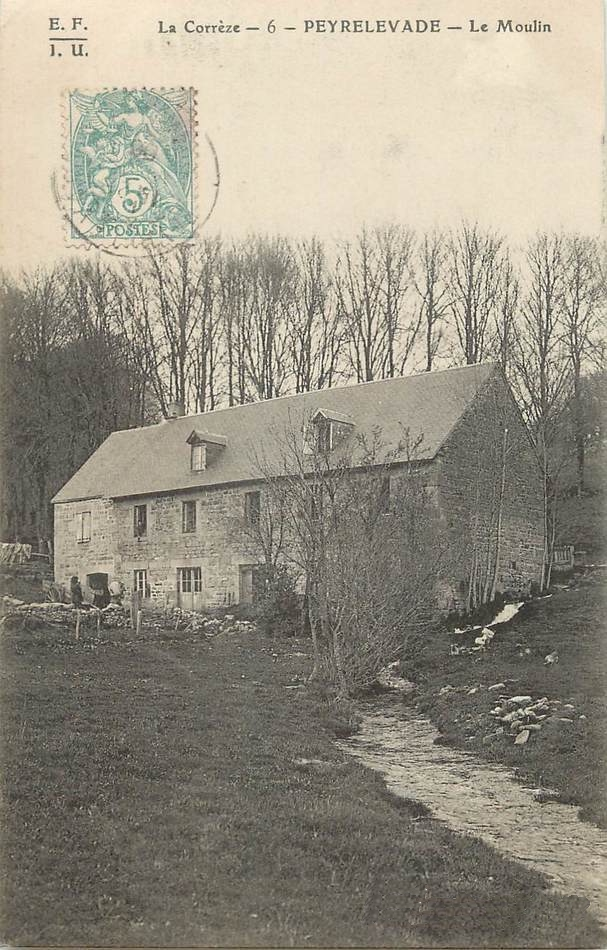
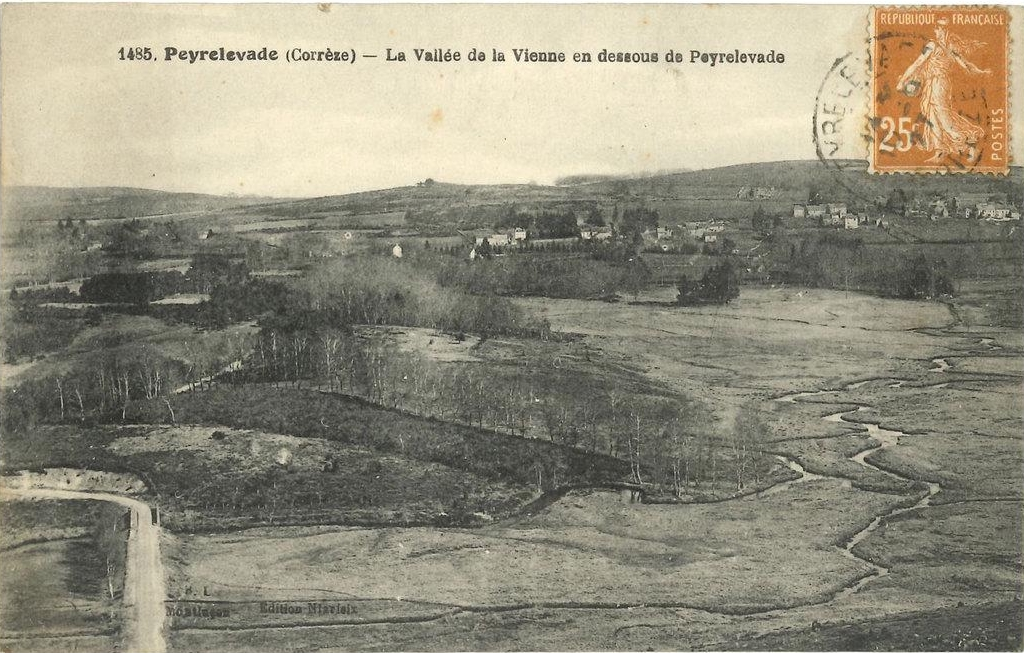

### Époque contemporaine
La commune a une tradition d'accueil de réfugiés. Dans les années 1980, des Cambodgiens fuyant les Khmers rouges puis des Kurdes sont arrivés au village. En avril 2015, un centre d'accueil pour demandeurs d'asile d'une capacité de 70 personnes hébergées ouvre dans la commune.

### Liste des maires

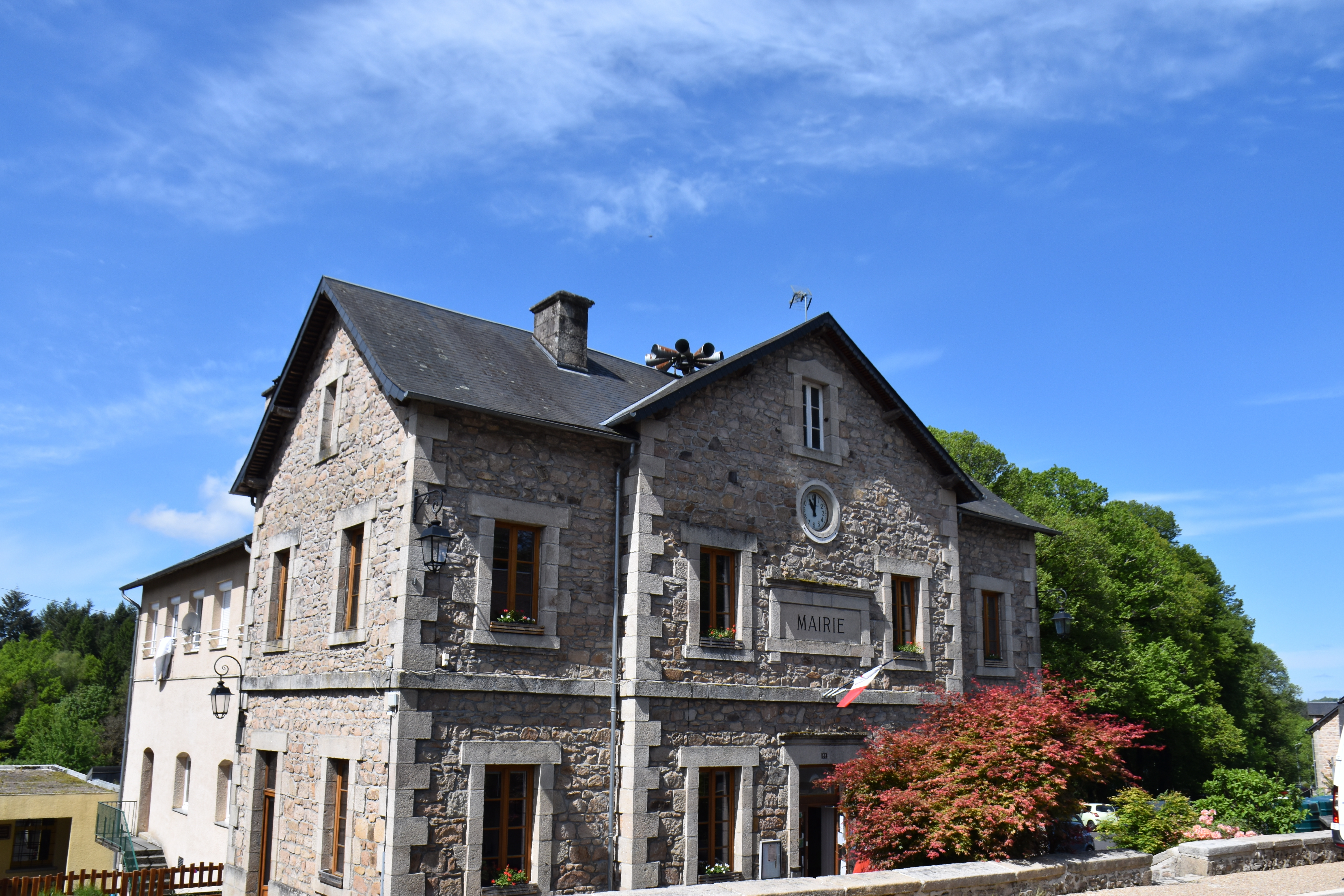
La mairie.

## Démographie
| 1793  | 1800  | 1806  | 1821  | 1831  | 1836  | 1841  | 1846  | 1851  |
| ----- | ----- | ----- | ----- | ----- | ----- | ----- | ----- | ----- |
| 1 435 | 1 288 | 1 487 | 1 562 | 1 513 | 1 728 | 1 755 | 1 966 | 2 036 |

| 1856  | 1861  | 1866  | 1872  | 1876  | 1881  | 1886  | 1891  | 1896  |
| ----- | ----- | ----- | ----- | ----- | ----- | ----- | ----- | ----- |
| 1 936 | 1 929 | 1 863 | 1 970 | 2 029 | 2 065 | 2 044 | 2 210 | 2 118 |

| 1901  | 1906  | 1911  | 1921  | 1926  | 1931  | 1936  | 1946  | 1954  |
| ----- | ----- | ----- | ----- | ----- | ----- | ----- | ----- | ----- |
| 2 231 | 2 005 | 1 913 | 1 605 | 1 560 | 1 441 | 1 524 | 1 077 | 1 026 |

| 1962  | 1968  | 1975  | 1982  | 1990  | 1999 | 2004 | 2006 | 2009 |
| ----- | ----- | ----- | ----- | ----- | ---- | ---- | ---- | ---- |
| 1 040 | 1 181 | 1 418 | 1 119 | 1 012 | 830  | 806  | 838  | 819  |

| 2014 | 2019 | 2022 | - | - | - | - | - | - |
| ---- | ---- | ---- | - | - | - | - | - | - |
| 797  | 830  | 831  | - | - | - | - | - | - |

## Économie

### Les éoliennes de Gentioux-Peyrelevade.

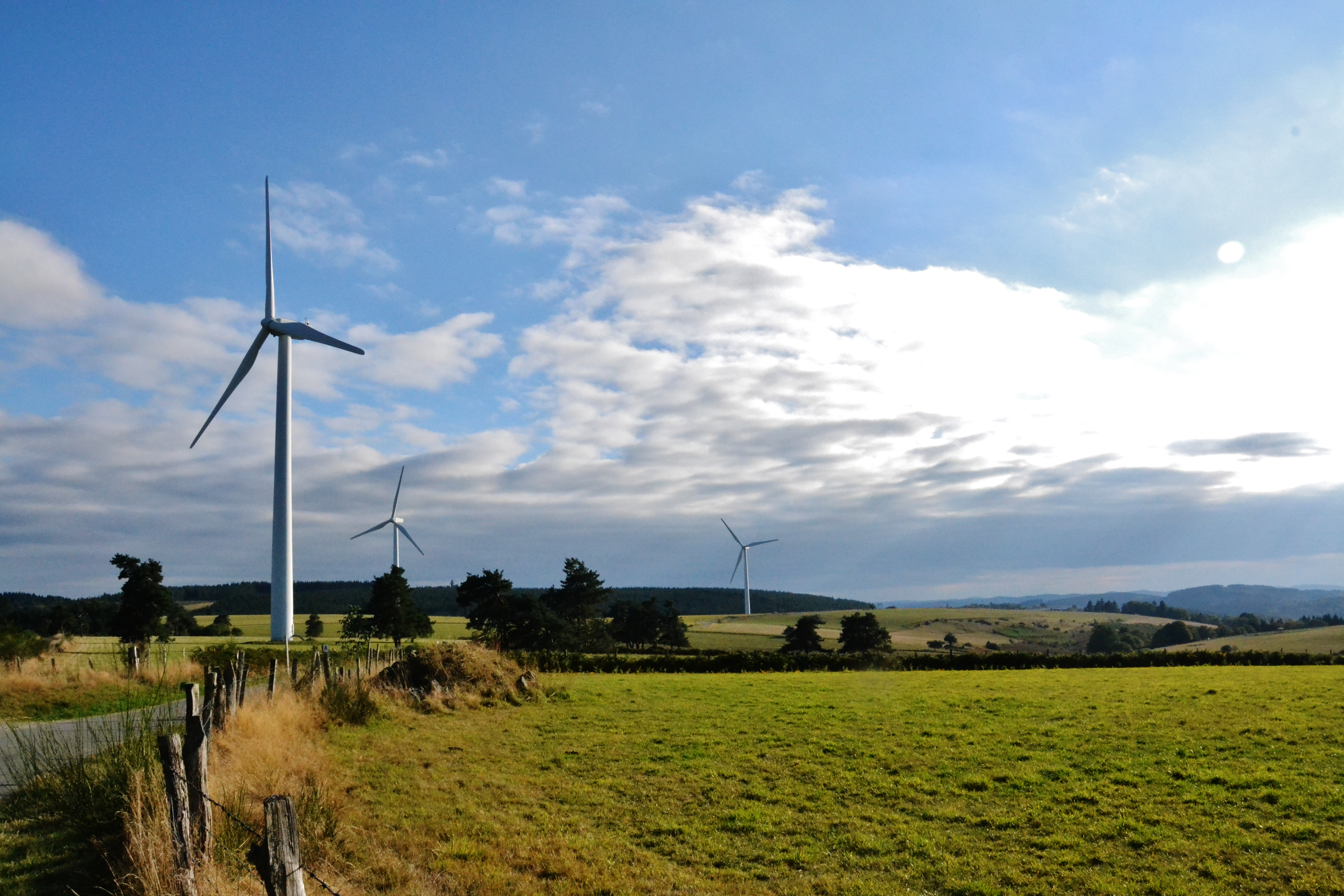
Éoliennes de Gentioux-Peyrelevade.

Mises en service en janvier 2005, ces six éoliennes sont situées près du village de  Neuvialle à mi-chemin entre Pigerolles et Peyrelevade. Premières éoliennes de la région Limousin, visibles à plus de 30 km, leur exemple semble intéresser certaines autres communes du parc naturel régional de Millevaches en Limousin, notamment dans les régions de Meymac et de Treignac.
Ces implantations sont très controversées en raison du faible potentiel éolien de la région Limousin en général, et du caractère exceptionnel des paysages du plateau de Millevaches. Les opposants à ces projets craignent en effet un « mitage » du paysage du Parc par des implantations anarchiques d'éoliennes, qui pourraient, à terme, nuire au développement du tourisme dans cette région.

### Échanges avec le Québec
Des Québécois célèbres y séjournèrent en 2002 : Yvon Leclerc, alors président de l'Association des centres locaux de développement et Pierre Drapeau, tous deux en « mission » dans le contexte d'une exploration portant sur le développement local. Ils étaient accompagnés de Bernard Denereux, qui devint ultérieurement président de la Fédération québécoise des municipalités, et de Marie-Joëlle Brassard, qui laisse sa marque dans le mouvement coopératif québécois.[réf. nécessaire]

## Lieux et monuments
- Église Saint-Pierre de Peyrelevade. Elle est inscrite à l'Inventaire général du patrimoine culturel[29].
- Le lac du Chammet, retenue artificielle.

## Galerie

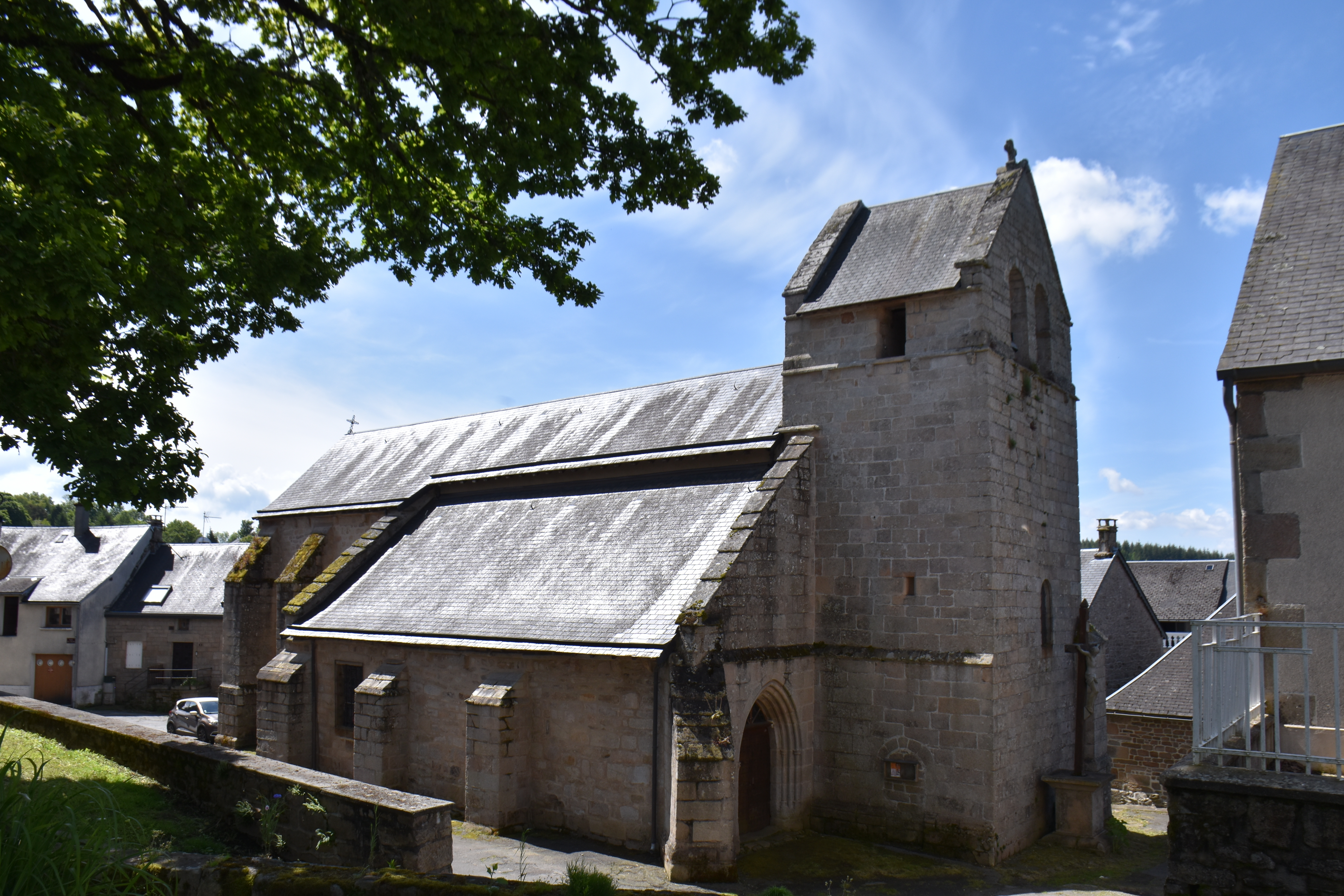
L'église Saint-Pierre.
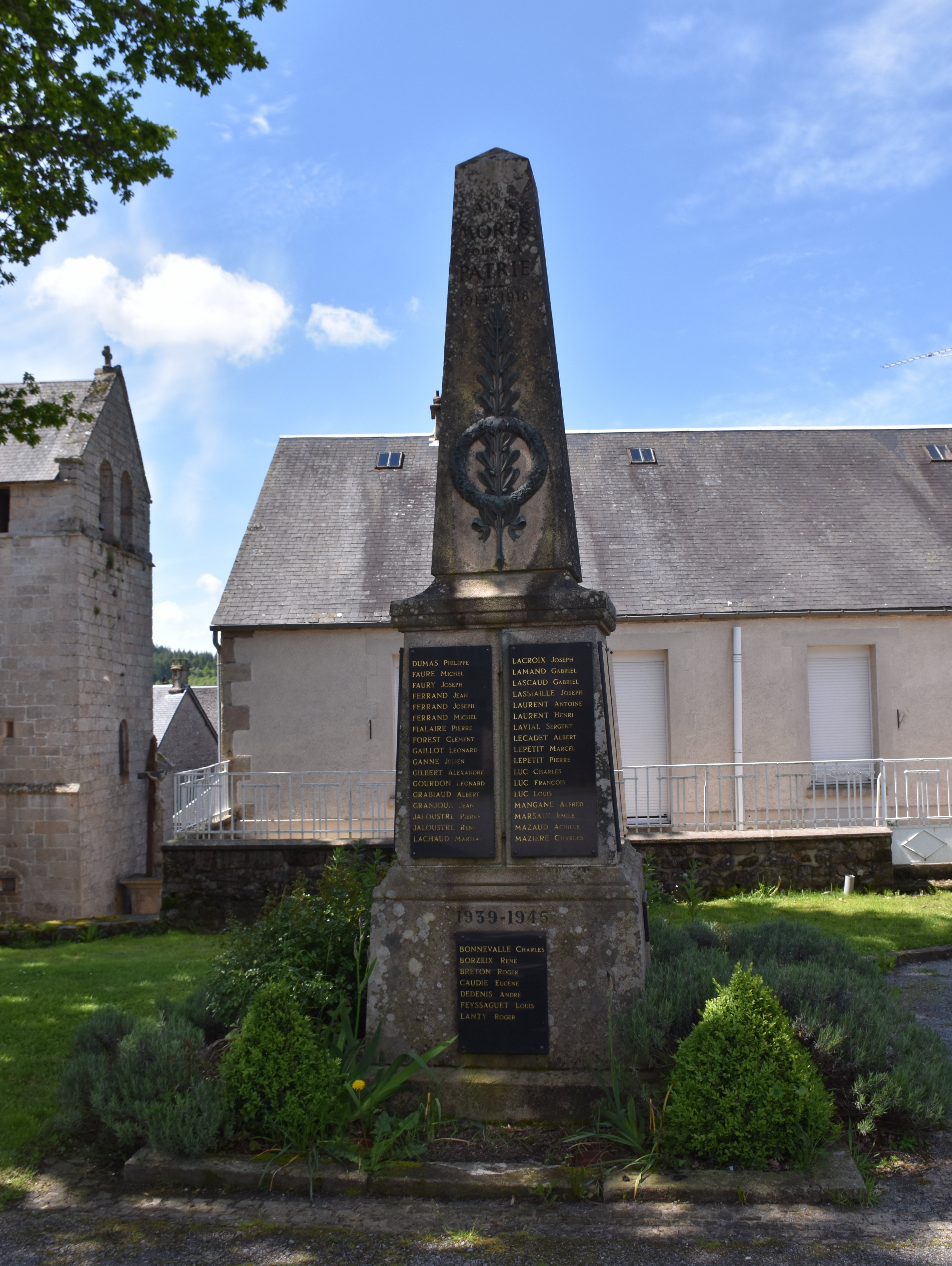
Le monument aux morts.
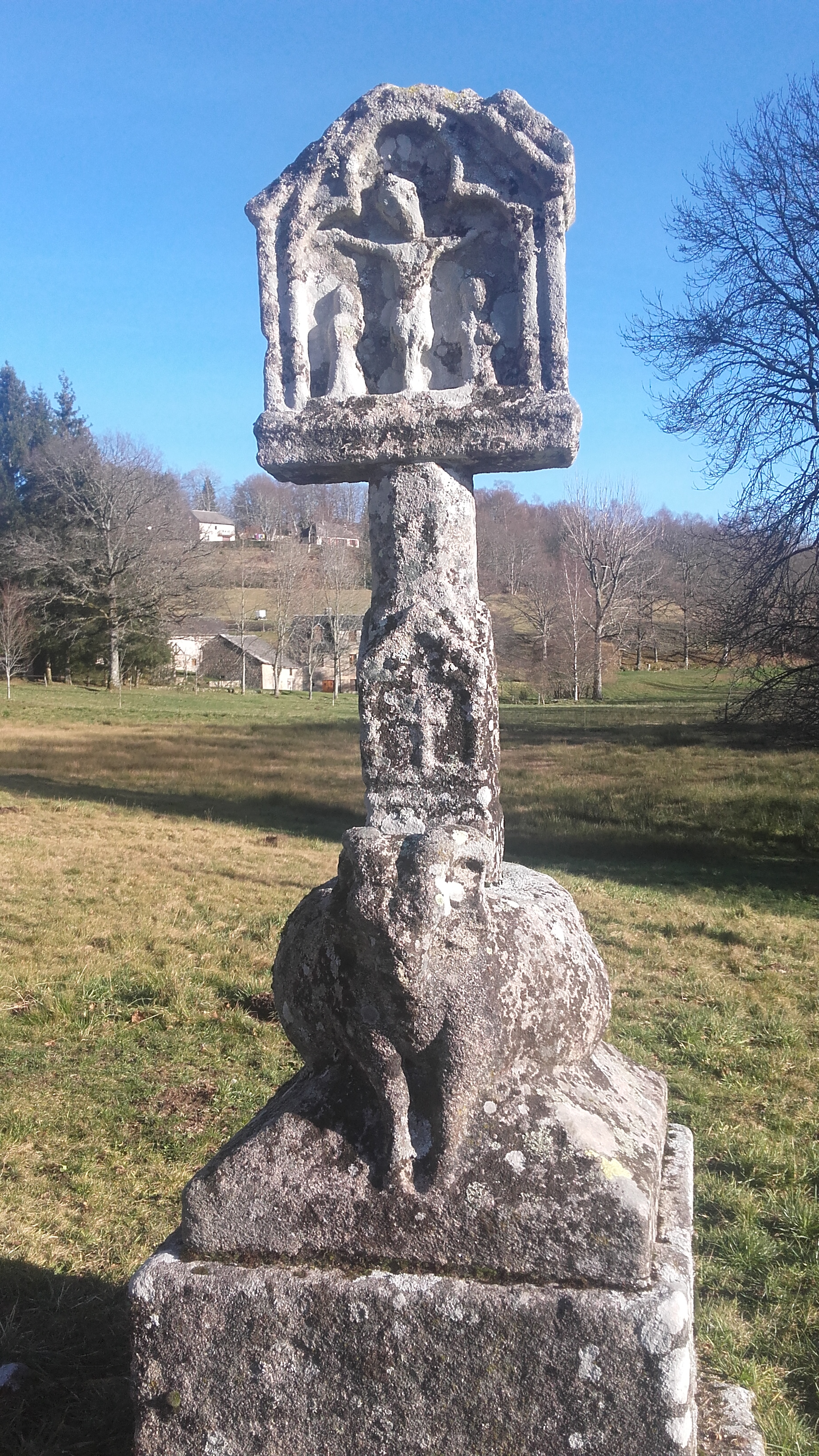
La croix des Templiers.
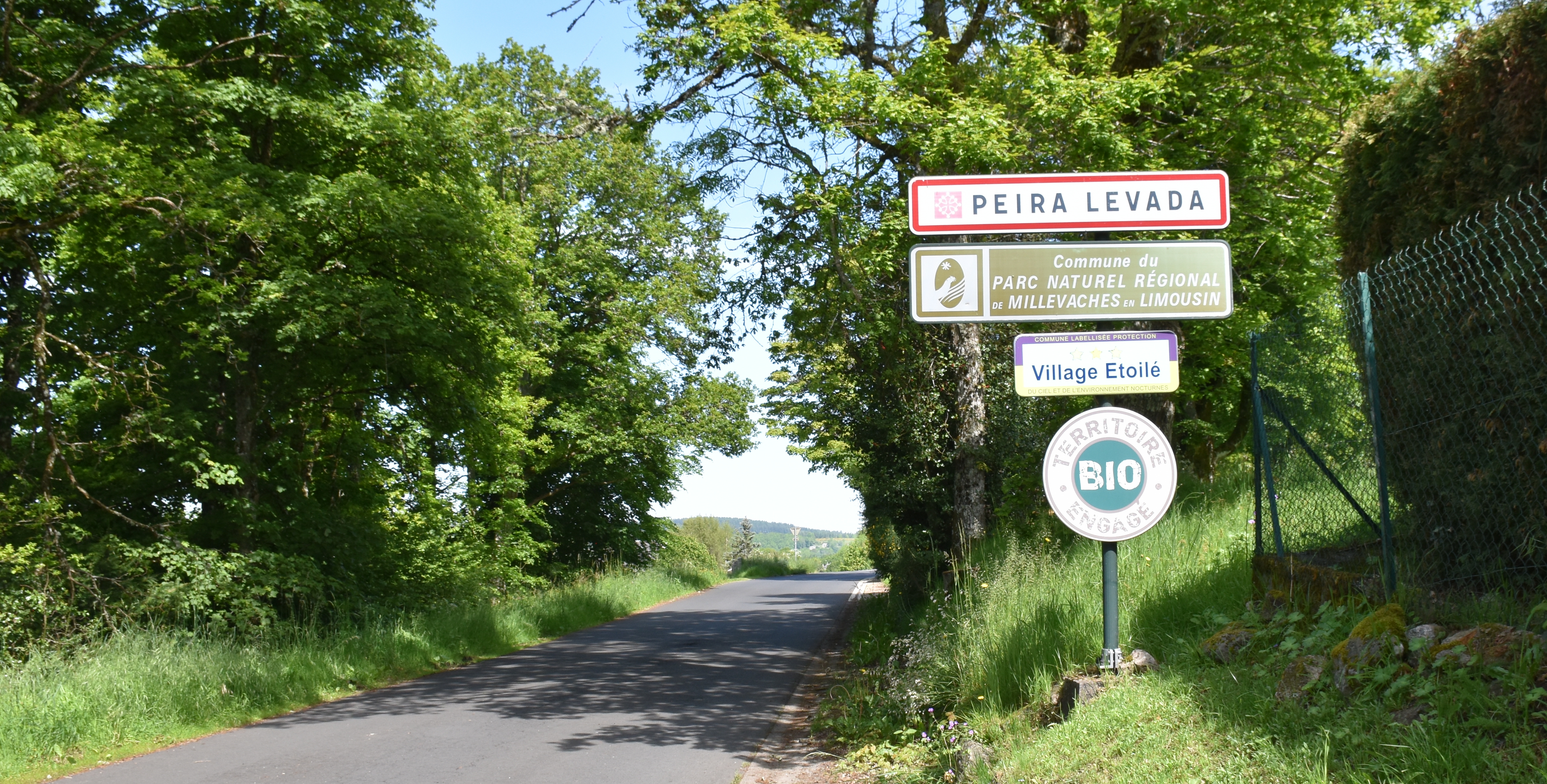
Une entrée du bourg.
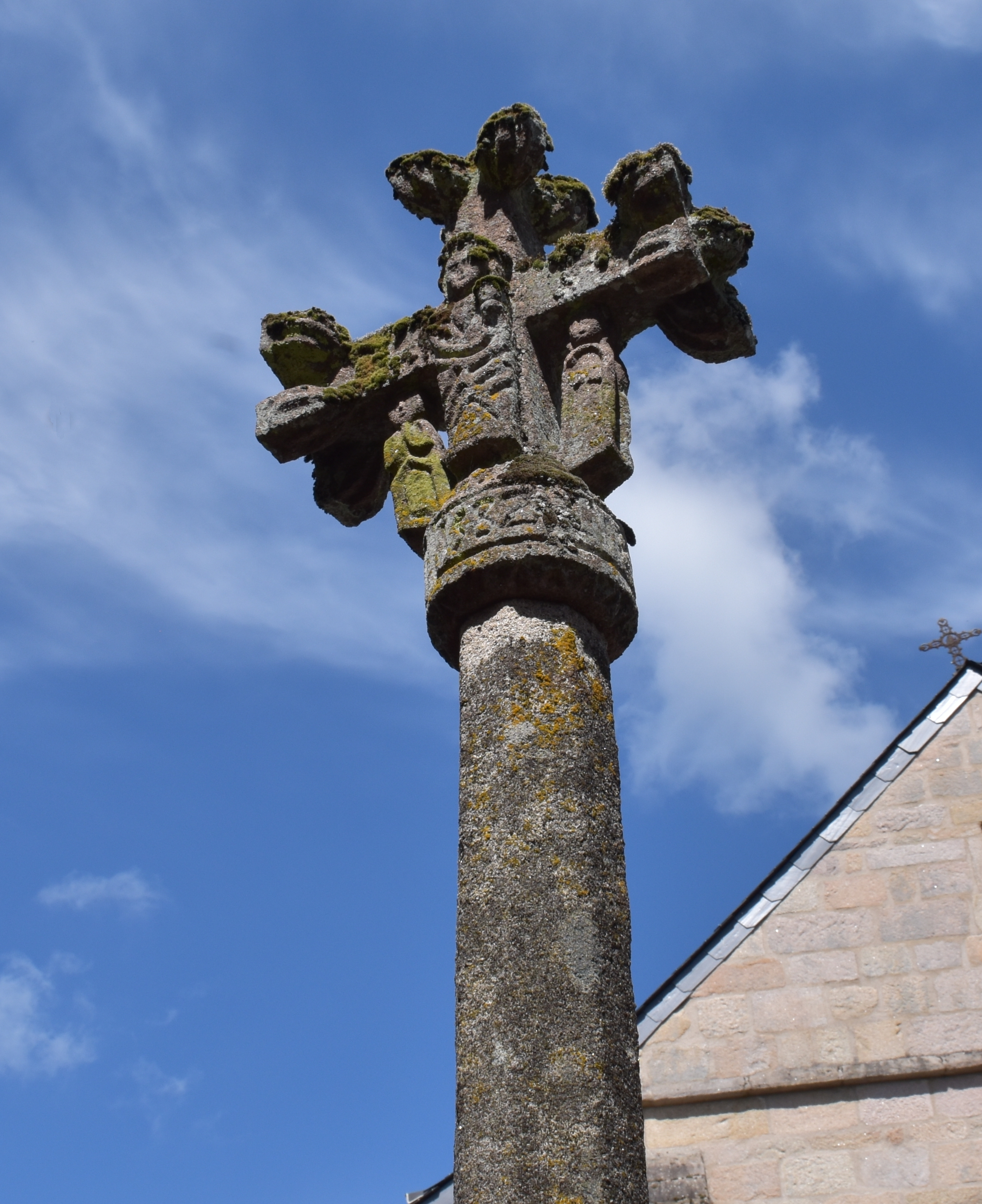
Croix de chemin -Détail Vierge à l'enfant.
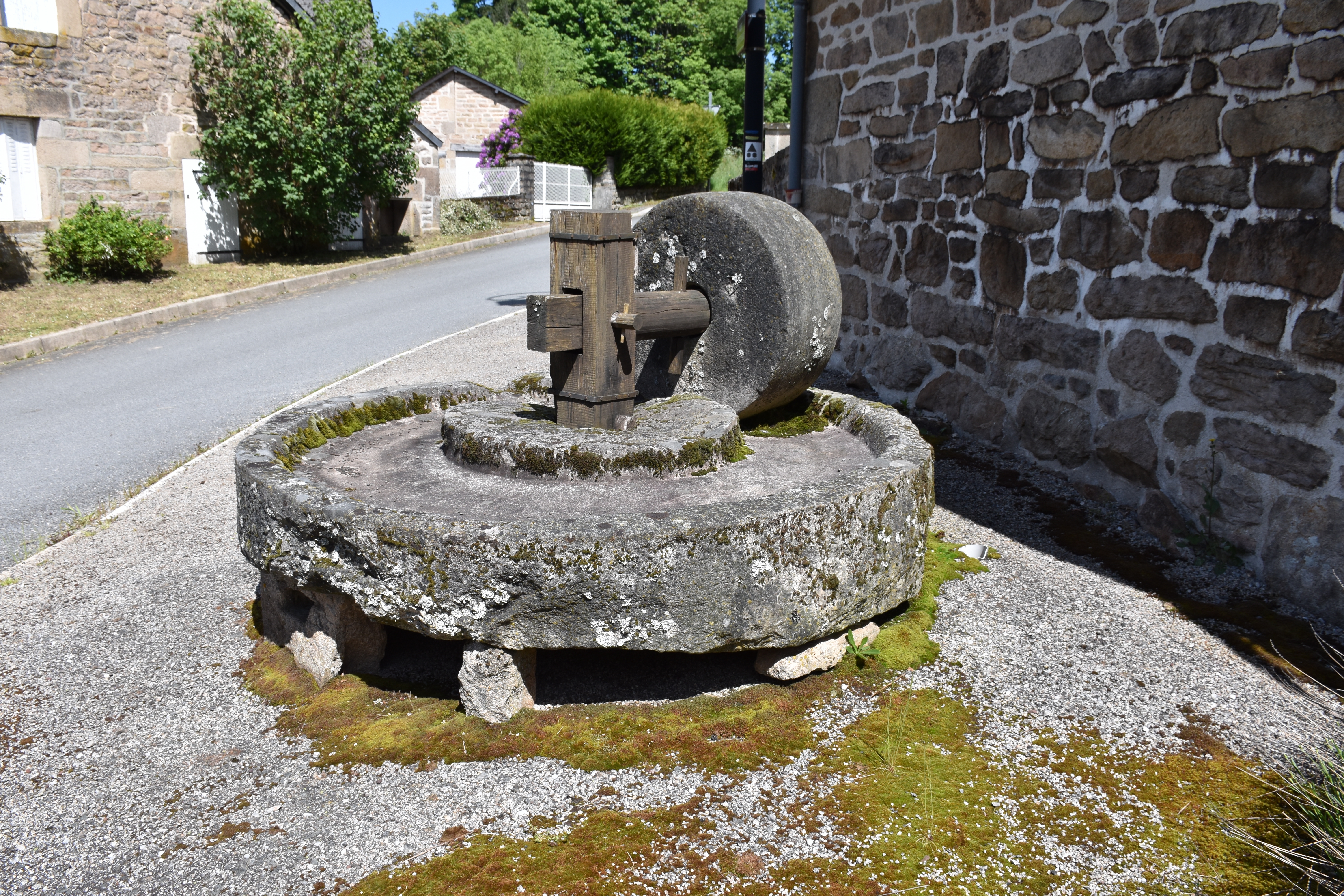
Décor de rue: ancienne meule.

### La chapelle du Rat

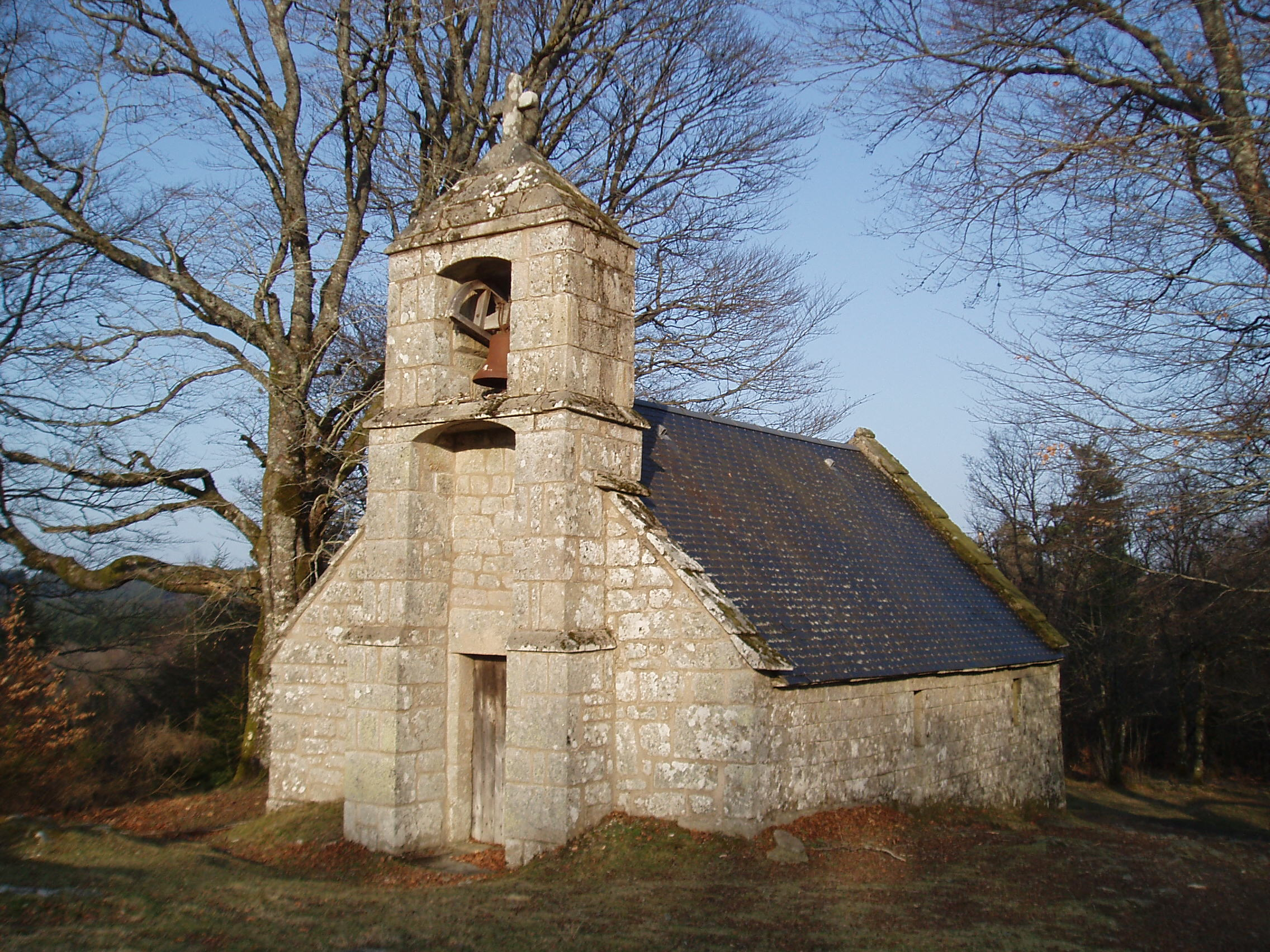
La chapelle du Rat.

Cette petite chapelle, datant du XVIIe siècle est installée sur un sommet à proximité de mégalithes naturels.
Près de la croix, on a un très large point de vue vers Gentioux. La chapelle du Rat était le lieu d'une bénédiction des chiens, le jour de la Saint-Roch. Le chemin de croix, dont il ne reste que quelques croix, a été indulgencié par l'un des papes limousins au XIVe siècle.

### Ferme de Drouillat

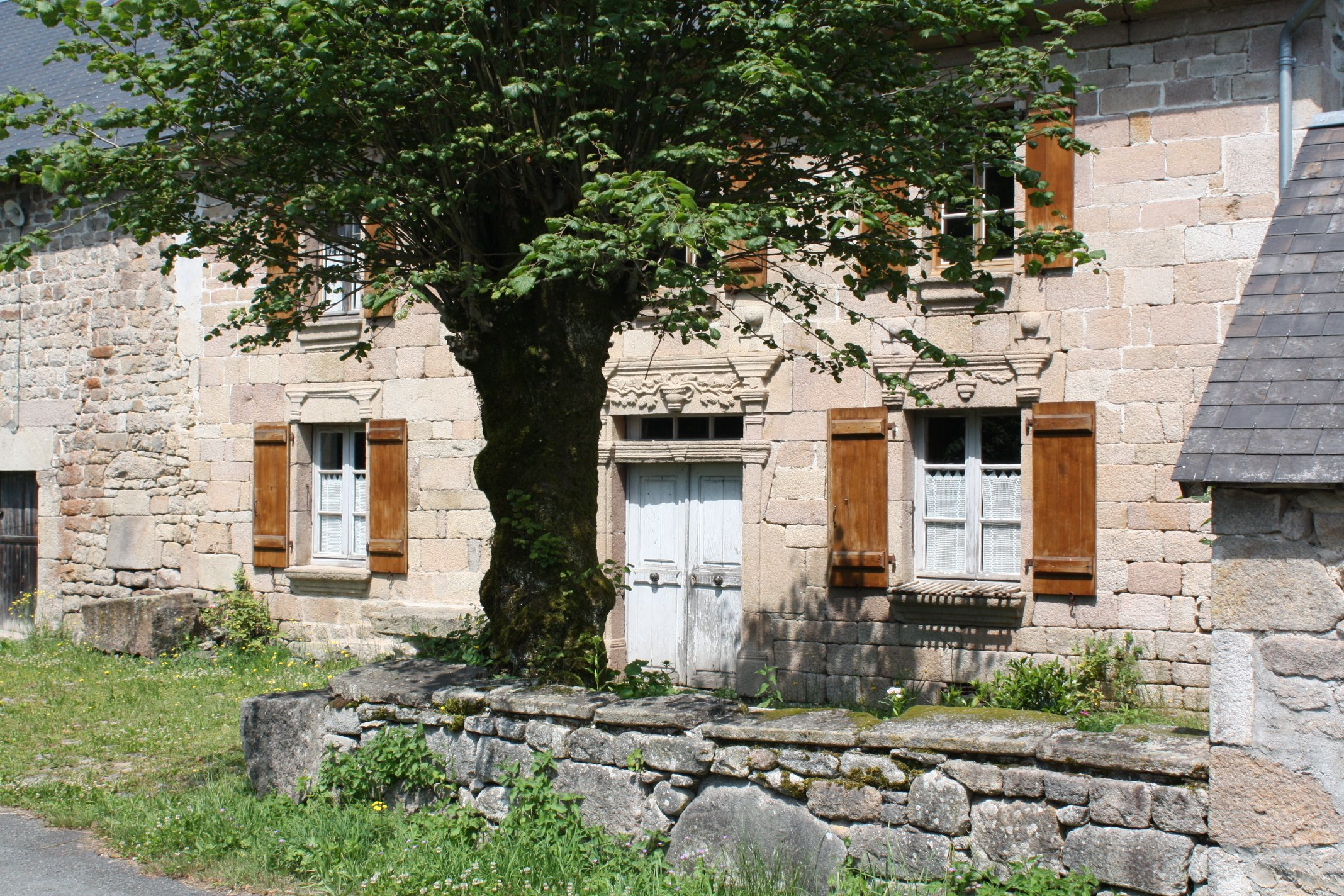
Drouillat - Corps de ferme.

Elle est construite au cours du XIXe siècle (1840 puis 1860). Sa disposition est caractéristique des fermes de haute Corrèze.
Elle est classée à ce titre comme monument historique depuis 1992.

## Personnalités liées à la commune
- Antoine Plazanet (1760 à Peyrelevade - 1803 à Meymac), homme politique.
- Achille d'Arfeuillères (1819-1880), homme politique français, ancien maire, mort à Peyrelevade.

## Tourisme et loisirs

### Aérodrome
L'aérodrome est construit par la commune motivée par la passion du fondateur de l'Aéroclub, René Dambon, dont l'aérodrome porte désormais le nom. Il est géré par l'association les Ailes peyrelevadoises. La piste, entretenue avec la contribution du lycée des travaux publics d'Égletons, est une piste 16-34.